# Atriplex linearis
Atriplex linearis är en amarantväxtart som beskrevs av Sereno Watson. Atriplex linearis ingår i släktet fetmållor, och familjen amarantväxter. Inga underarter finns listade i Catalogue of Life.